# گردبیشه (بروجن)
گردبیشه، روستایی از توابع شهرستان بروجن در استان چهارمحال و بختیاری است.

## جمعیت
این روستا در دهستان دوراهان قرار دارد و براساس سرشماری مرکز آمار ایران در سال ۱۳۹۵ جمعیت آن ۳۱نفر (۱۶خانوار) بوده‌است.